# John Tradescant el viejo
John Tradescant el viejo ( ca. 1570 – 15–16 de abril de 1638), padre de John Tradescant el joven, fue un naturalista, horticultor, buscador de especímenes y explorador británico.

## Vida y obra
Tradescant probablemente nació en Suffolk, Inglaterra. Comenzó su carrera como jefe horticultor en Hatfield House de Robert Cecil, conde de Salisbury, quien inicia a Tradescant en exploraciones al enviarlo a los Países Bajos para adquirir árboles frutales entre 1610 y 1611. Fue mantenido por el hijo de Robert, William, para plantar y mantener los jardines de la casa de la familia en Londres (Salisbury House). Posteriormente diseñó jardines en el área de St Augustine's Abbey para Lord Edward Wotton entre 1615 y 1623.
En todas sus expediciones, recolectó semillas y bulbos de los lugares que visitaba y formó una colección de curiosidades de historia natural y etnográficas ubicada en una casa de grandes proporciones: "The Ark", en Lambeth, Londres. The Ark fue un prototípico "gabinete de maravillas". 

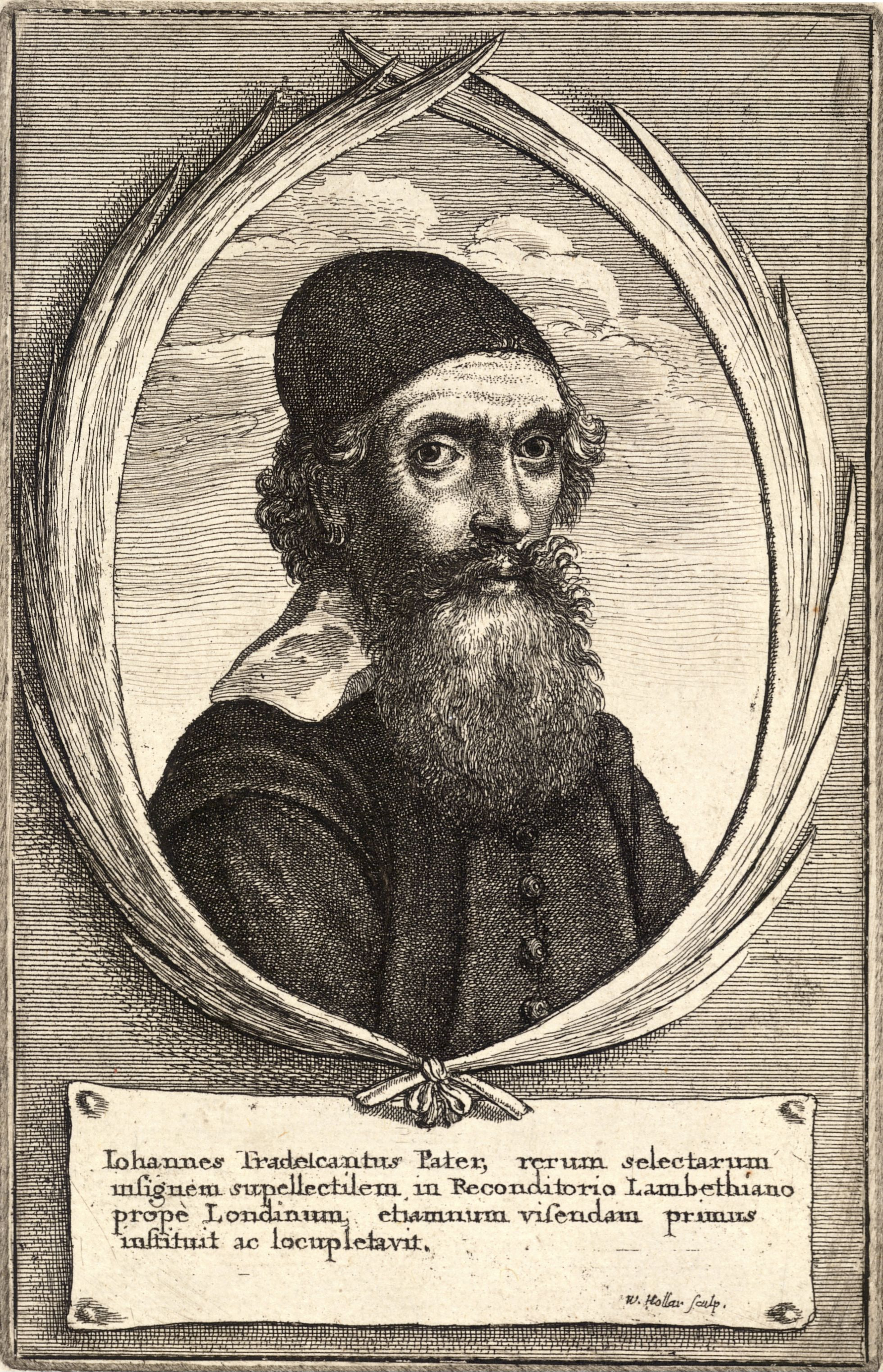
Grabado de John Tradescant el viejo, por Wenceslas Hollar

Fue sepultado en la iglesia de St-Mary-en-Lambeth, como también su hijo, convertido hoy en día en el Museo de Historia de la Jardinería.
La novela de Philippa Gregory, Earthly Joys está inspirada en su vida.